# Vapen & ammunition
Denna artikel handlar om albumet.  För stridsmedlen, se vapen och ammunition.
Vapen & ammunition är ett studioalbum av rockgruppen Kent. Det utgavs 2002 och är Kents femte album. Albumet producerades av Kent med hjälp av Zed och Martin von Schmalensee.
Albumet utsågs till 2002 års bästa på Grammisgalan. Spår 7, Socker, blev utsedd till Kents näst bästa låt av fansen vid en omröstning på gruppens webbplats. Albumet blev en stor succé, och såldes i 600 000 exemplar när det var aktuellt. En vit tiger pryder skivomslaget samt de flesta sidorna i albumhäftet som en hyllning till de vita tigrar som funnits på Parken Zoo i Kents hemstad Eskilstuna.

## Låtförteckning
Text: Joakim Berg, förutom spår 8 av Joakim Berg och Nancy Danino. Musik: Joakim Berg.
1. Sundance Kid (5:09)
2. Pärlor (3:55)
3. Dom andra (3:46)
4. Duett (4:42)
5. Hur jag fick dig att älska mig (5:21)
6. Kärleken väntar (3:59)
7. Socker (5:35)
8. FF (4:13)
9. Elite (6:05)
10. Sverige (2:58)

## Medverkande
Kent:
- Joakim Berg – sång, gitarr
- Martin Sköld – bas, synth
- Sami Sirviö – gitarr, synth
- Harri Mänty - kompgitarr
- Markus Mustonen – trummor, piano

Produktion:
- Kent – produktion
- Zed – produktion, inspelning, mixning
- Martin von Schmalensee – produktion, inspelning
- Björn Engelmann – mastering

Övriga:
- Jojje Wadenius – gitarr på låten Sverige
- Titiyo - sång på låten Duett
- Nancy Danino - sång på låten FF
- Ingela Olsson - kör
- Niklas Gabrielsson - kör

## Listplaceringar
| Lista (2002-2004) | Topplacering |
| ----------------- | ------------ |
| Danmark           | 4            |
| Finland           | 1            |
| Norge             | 1            |
| Sverige           | 1            |